# Medlánecké kopce
Medlánecké kopce är ett naturreservat i staden Brno i Tjeckien runt två kullar, 338 respektive 323 meter över havet.